# Кириловка (Бричанский район)
Кириловка (рум. Chirilovca) — село в Бричанском районе Молдавии. Наряду с сёлами Верхние Холохоры и Нижние Холохоры входит в состав коммуны Верхние Холохоры.

## География
Село расположено на высоте 227 метров над уровнем моря.

## Население
По данным переписи населения 2004 года, в селе Кириловка проживает 10 человек (5 мужчин, 5 женщин).
Этнический состав села:
| Национальность | Число жителей | Процентный состав |
| -------------- | ------------- | ----------------- |
| украинцы       | 9             | 90,0              |
| молдаване      | 1             | 10,0              |
| Всего          | 10            | 100 %             |